# August Mortelmans
August Mortelmans (* 24. April 1904 in Kerkom; † 8. Oktober 1985 in Lier) war ein belgischer Radrennfahrer.
August Mortelmans war Profi-Rennfahrer von 1924 bis 1935. Bei Paris–Tours 1925 belegte er Platz zwei; im Jahre 1927 wurde er Belgischer Meister im Straßenrennen. 1928 wurde er Zweiter der Flandern-Rundfahrt. Größere Erfolge blieben ihm jedoch versagt.
Nach dem Ende seiner aktiven Radsport-Karriere eröffnete Mortelmans ein Fahrradgeschäft in Heist-op-den-Berg.